# Červený Újezd (district de Prague-Ouest)
Pour les articles homonymes, voir Červený Újezd.
Červený Újezd (en allemand : Rot Aujest) est une commune du district de Prague-Ouest, dans la région de Bohême-Centrale, en Tchéquie. Sa population s'élevait à 1 434 habitants en 2020.

## Géographie
Červený Újezd se trouve à 7 km à l'ouest de Hostivice et à 20 km à l'ouest du centre de Prague.
La commune est limitée au nord par Hostouň, à l'est par Jeneč et Chýně, au sud par Ptice et à l'ouest par Svárov, Unhošť et Pavlov.

## Histoire
La première mention écrite de la localité remonte à 1318.